# مشاهد من الحياة البوهيمية

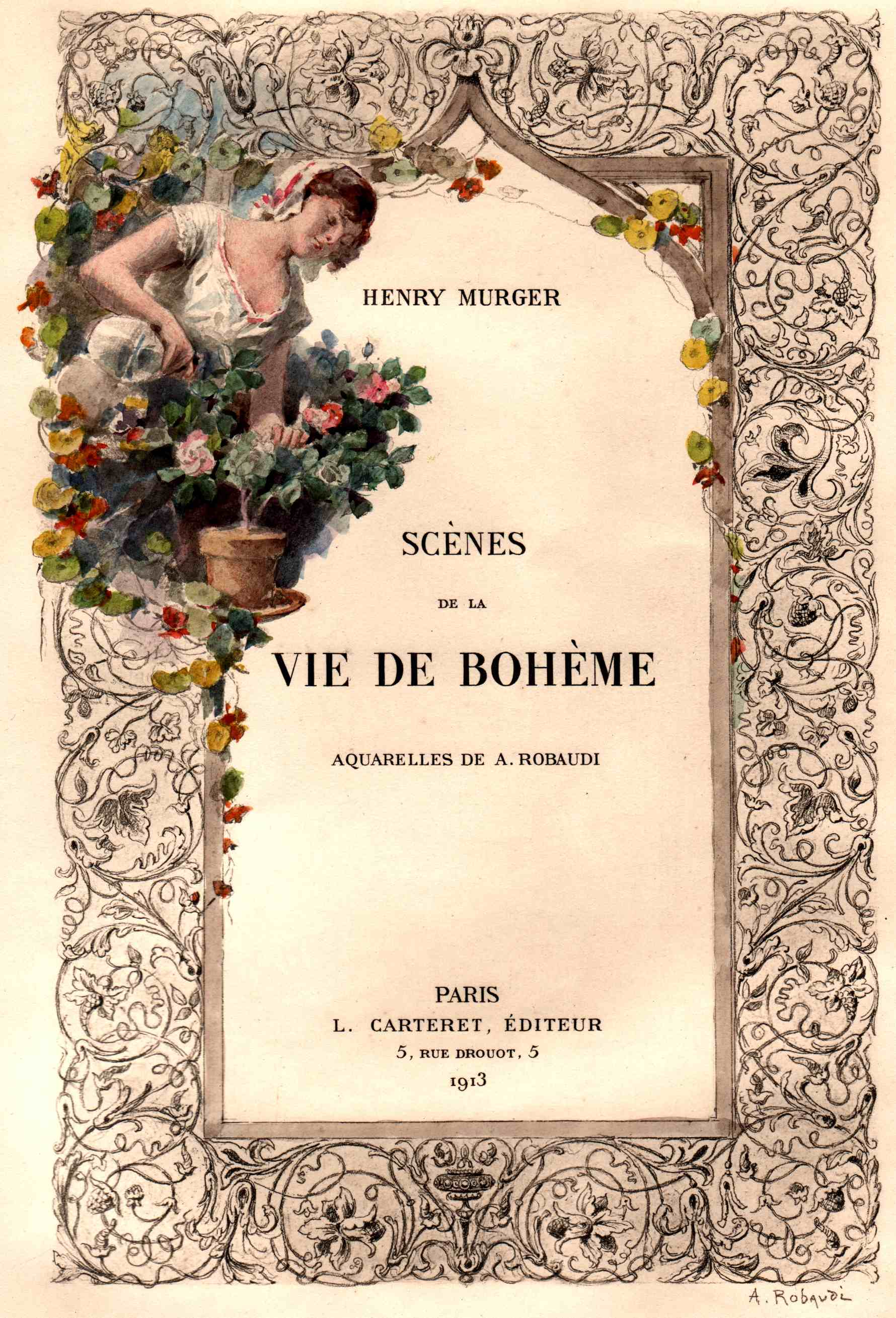

مشاهد من الحياة البوهيمية هي رواية أدبية لهنري مورجير نشرت في عام 1851 تعتبر الرواية وثيقة رئيسية للحياة البوهيمية في باريس خلال القرن التاسع عشر، وقد أسفرت عن العديد من المؤلفات في المسرح والأوبرا والسينما.

## البوهيمي (أوبرا)
لا بوهيم – أوبرا لجاكومو بوتشيني، 1896
لا بوهيم – أوبرا لروجيرو ليونكافالو، 1897